# Charlotte Yonge
Charlotte Mary Yonge (11 de agosto de 1823 - 24 de mayo de 1901), fue una novelista inglesa, reconocida por su gran número de obras escritas, actualmente casi todas fuera de imprenta.

## Biografía
Yonge nació en Otterbourne, Hampshire, Inglaterra, en una familia muy religiosa devota de la Iglesia de Inglaterra, e influenciada por John Keble, un vecino cercano y uno de los líderes del Movimiento de Oxford. Yonge, a menudo, es denominada "la novelista del Movimiento de Oxford" y sus novelas frecuentemente reflejan los valores y los problemas del anglocatolicismo.  
Comenzó a escribir en 1848, y durante su vida publicó más de cien obras, principalmente novelas. Su primer éxito comercial, The Heir of Redclyffe ("El heredero de Redclyffe") (1854), proveyó los fondos para permitir que la goleta Southern Cross se pusiera en servicio a beneficio de George Selwyn. Con algunas de sus novelas posteriores realizó otras acciones de caridad. Yonge también fue fundadora y editora durante cuarenta años de la revista The Monthly Packet, la cual tenía un público muy variado, aunque se enfocara en las niñas anglicanas británicas. 
Entre sus obras más conocidas están The Heir of Redclyffe, Heartsease y The Daisy Chain. A Book of Golden Deeds es una colección de historias verdaderas de coraje y sacrificio propio. También escribió Cameos from English History, Life of John Coleridge Patteson: Missionary Bishop of the Melanesian Islands y Hannah More. Su libro History of Christian Names ("Historia de los nombres cristianos") fue descrito como "el primer intento serio de abordar el tema" y como obra estándar de nombres —pese a su escasez de detalles etimológicos— en el prefacio de la primera edición del The Oxford Dictionary of English Christian Names de 1944.  
Aunque la mayor parte de las obras de Yonge están agotadas, durante su vida, fue admirada y respetada por notables figuras literarias como Alfred Tennyson y Henry James, e influenciada por William Morris y D. G. Rossetti.  Graham Greene cita gran parte de The Little Duke (1897) en su novela de 1943 The Ministry of Fear. En Mujercitas, Louisa May Alcott escribe que Jo March "come manzanas y llora sobre The Heir of Redclyffe".
El ejemplo que daba y su influencia sobre su ahijada, Alice Mary Coleridge, estableció un papel formativo en la educación de las mujeres impartida por Coleridge e, indirectamente, llevó a la fundación de la escuela para niñas Abbots Bromley.
Luego de su fallecimiento, su amiga, asistente y colaboradora, Christabel Coleridge, publicó la obra biográfica Charlotte Mary Yonge: her Life and Letters (1903).

## Eastleigh
En 1868 se fundó una nueva parroquia en el sur del pueblo natal de Yonge de Otterbourne; a la parroquia asistirían los feligreses de Eastley y Barton. Yonge donó £500 para la parroquia y se le pidió que eligiese entre las dos villas para darle el nombre. Eligió Eastley, pero decidió que debería escribirse Eastleigh ya que lo consideró más moderno.